# 경주향교
경주향교(慶州鄕校)은 대한민국 경상북도 경주시에 있는 향교이다. 1985년 10월 15일 경상북도의 유형문화재 제191호로 지정되었다.

## 개요
경주향교의 정확한 창건 시기는 알려져 있지 않다. 향교의 위치는 계림(鷄林) 서쪽, 문천(文川) 북쪽에 해당하는데, 신라의 국가 최고교육 기관인 국학(國學)이 있었던 자리로 알려져 있다. 신라 멸망 뒤에 서라벌이 경주로 개칭되면서 고려 조정에 의해 향학(鄕學)이라는 이름의 지방교육 기관으로 개편되었는데, 《삼국유사》(三國遺事)에는 원효(元曉)가 태종 무열왕(太宗武烈王)의 과부 공주를 만난 요석궁(瑤石宮)에 대해 "지금의 학원이 이곳이다"(今學院是也)라는 주석을 남기고 있다.
조선 개창 뒤에도 향교로써 지방교육 기관의 역할을 이어갔다. 성종(成宗) 23년(1492년) 경주부윤 최응현(崔應賢)에 의해 한양 성균관의 제도에 준하여 새로이 중수되었다. 임진왜란 때 불타버린 것을 선조(宣祖) 33년(1600년) 대성전과 전사청을 중건하고, 4년 뒤에는 대성전의 동서 무(撫)를 중건하였다. 명륜당과 동서 재(齋) 등의 강학공간은 광해군(光海君) 6년(1614년)에 중건되었다.
숙종(肅宗) 31년(1705년) 부윤 여필용(呂必容)이 경상관찰사 김연(金演)의 협조를 얻어 향교를 중수하였다. 고종(高宗) 17년(1880년) 부윤 민치서(閔致序)가, 22년(1885년) 부윤 민영규(閔泳奎)가 향교를 중수하였으며, 중수 당시에 경주의 유림 손상규(孫相奎)와 최세학(崔世鶴)이 지은 기문(記文)이 남아 있다(두 사람 모두 월성 즉 경주를 본관으로 삼는 경주 유림이었다). 동왕 광무(光武) 3년(1899년) 다시 유림의 지원으로 향교를 중수하였을 때는 군수 조의현(趙儀顯)이 몸소 기문을 지었다.
1919년 유림들이 모성계(慕聖契)를 결성해 성금을 모아 향교를 중수하였다. 그러나 해방 뒤 6.25 전쟁으로 향교는 관리되지 못하고 방치되었고, 서재와 전교실이 무너지기까지 하였다. 1956년에야 지방 유림들이 다시 모성계를 결성, 향교를 중수하고 전교실을 복원하였다. 1978년 담장을 다시 쌓았다.
2011년 12월 7일 경주향교 대성전이 대한민국 보물 제1727호로 지정되었다. 향교 안에는 선조 34년(1601년) 당시 제독관 손기양(孫起陽)이 흩어져 있던 각종 학규(學規)를 엮어서 작성한 《경주향교학령》(慶州鄕校學令)이 남아 전하고 있는데, 일종의 교내 학칙으로써 이는 조선 전기 향교 교육의 실태를 살펴볼 수 있는 자료 중 하나이다.

## 건축
경주향교는 경상북도 안에서 가장 규모가 큰 향교이다. 제향공간인 대성전을 앞에 두고, 강학공간인 명륜당을 뒤에 두는 전형적인 전묘후학(前廟後學) 배치를 갖추고 있다.

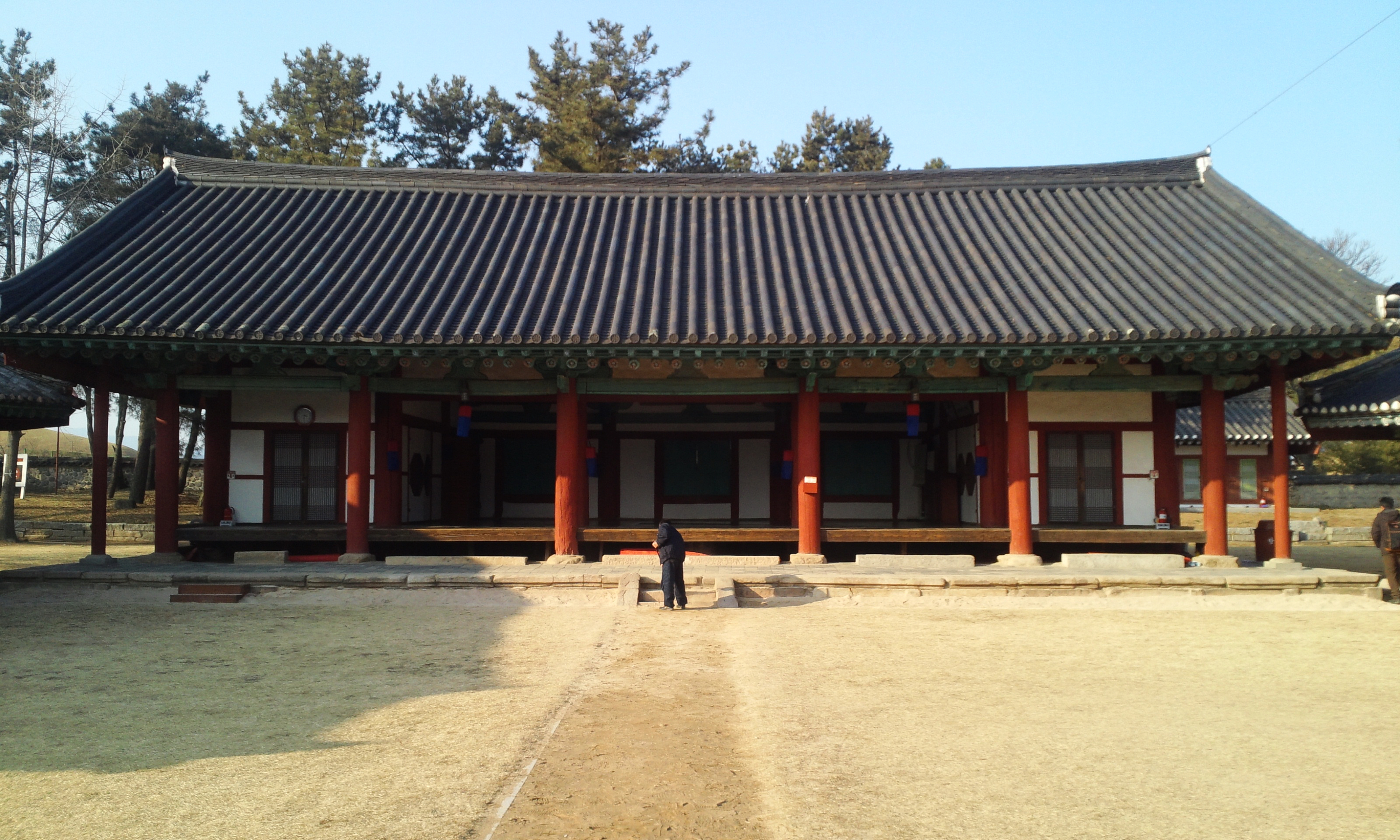
경주향교 명륜당

대성전(大成殿)

명륜당(明倫堂)
경주향교에서 교생들이 학습하고 생활하는 곳, 명륜당과 동서 재를 포함하는 강학공간은 대성전의 제향공간보다 낮게 배치되어 있다. 임진왜란 이후 대성전이 중건되고 광해군 6년(1614년)에 부윤 이안눌이 명륜당과 동서 재를 중건하였다. 명륜당은 앞면 5칸, 옆면 3칸의 겹처마 맞배집이다. 중앙에 대청 3칸을 두고 좌우로 겹실 1칸을 두었다. 앞면 1칸은 모두 통칸이다. 헌종(憲宗) 7년(1841년)과 고종(高宗) 10년(1873년)에 대성전과 함께 중건되었다는 기록이 남아 있으며, 1978년에 다시 중건되었다. 1982년에 동재와 같은 양식으로 서재와 함께 고직실이 중건되고, 1995년 명륜당에 이어 2002년에 동재가 중건되었다. 동서 재 모두 정면 5칸, 측면 2칸의 맞배지붕 건축물로 앞면 반칸에 툇마루를 두고 내부는 모두 통칸으로 삼았다.
송단(松壇)
명륜당 북쪽에 위치해 있다. 선조 34년(1601년) 제독관 손기양이 경주향교에서 학생들을 가르치는 틈틈이 남산에서 캐어온 소나무를 향교 외삼문 밖과 명륜당 뒤뜰에 심었던 데서 유래한다. 효종(孝宗) 6년(1655년) 석축으로 조성되었다. 사부(師傅) 정극후(鄭克後)가 지은 기문 《송단기》가 남아 있는데, 정극후는 송단의 소나무를 두고 "이 소나무가 무성하면 유학(儒學)은 융성할 것이요, 소나무가 잘리거나 말라 죽으면 유학의 도는 영쇠할 것이다"라고 말하고 있다. 철종(哲宗) 7년(1856년)까지 송단에는 18그루의 소나무가 있었는데, 이 18그루의 소나무는 향교에 배향된 해동 18현을 가리키는 것으로 알려져 있다. 철종 7년 봄에 당시 송단의 소나무 가운데 한 그루가 바람에 쓰러져 그 자리를 어린 소나무 수백 그루로 메우고, 향교의 노비에게 보호할 것을 명했다(《재임기사록》). 원래의 송단 범위는 현재보다 넓은, 지금의 향교 뒤뜰 뿐 아니라 담 너머 내물왕릉 앞의 솔숲까지 포함하는 범위로써, 향교의 북쪽을 보충하는 비보림 역할도 하는 것이었다.
존경각(尊經閣)
명륜당 북쪽, 송단 동쪽에 위치해 있는 정면 2칸, 측면 1칸의 건물이다. 현종(顯宗) 10년(1669년)에 부윤 민주면(閔周冕)이 송단 동쪽에 지었다. 지금의 건물은 1989년에 복원된 것이다.

## 관련 사항
- 1995년에 개봉한 한국영화 《영원한 제국》(이인화 원작, 박종원 감독)의 주요 촬영지이다.

## 같이 보기
- 경주 옥산서원
- 한국의 유교

## 참고 자료
- 경주향교 - 국가유산청 국가유산포털